# Heteroconis vietnamensis
Heteroconis vietnamensis är en insektsart som beskrevs av Meinander 1990. Heteroconis vietnamensis ingår i släktet Heteroconis och familjen vaxsländor. Inga underarter finns listade i Catalogue of Life.